# Ahmet Kaya
Ahmet Kaya, född 28 oktober 1957 i Malatya, Turkiet, död 16 november 2000 i Paris, Frankrike, var en poet, sångare och konstnär av kurdiskt ursprung. 
Den 12 februari 1999 tilldelades han priset årets artist i Turkiet. I samband med prisutdelning tackade han för priset och sa att han tar emot det för hela landet. Han berättade även att han till nästa album kommer att spela in en kurdisk låt för att han har kurdiskt ursprung och att han även kommer spela in en video till den. Efter uttalandet kastade många av Turkiets då främsta mediepersoner gafflar och annat på honom och sjöng två olika nationallåtar. Ahmet Kaya förklarades senare som landsförrädare och dömdes i domstol för det. Han flydde därför från Turkiet till Frankrike.
Ett är senare avled Ahmet Kaya efter en hjärtinfarkt. Hans fru Gülten Kaya publicerade då den kurdiska låten Karwan, 6 minuter lång.
Några av hans mest populära låtar inkluderar Karwan, Diyarbakir Türküsü, Ayrılık Vakti, Söyle, Ağladıkça, Oy Benim Canim, Birazdan Kudurur Deniz, Arka Mahalle, Nereden Bileceksiniz, Hani Benim Gençliğim, Yakarım Geceleri och Safak Türküsü. 
Ahmet Kaya är begravd på Père-Lachaise-kyrkogården i Frankrike.